# Костарчук, Виктор Николаевич
Костарчук Виктор Николаевич (22 августа 1918 года, г. Константиновка — 2001, Чернигов) — советский и украинский ученый, математик и организатор высшего образования, кандидат физико-математических наук, профессор. В течение 27 лет возглавлял Черниговский педагогический институт и был председателем правления областной организации общества «Знание».

## Биография
В 1936 г. окончил среднюю школу в Константиновке и поступил на физико-математический факультет Харьковского государственного университета.
Окончание университета и сдачи государственных экзаменов совпали с началом войны. Поэтому 9 июля 1941 был мобилизован в ряды Советской Армии и направлен в Высшей Военной школы противовоздушной обороны при Военной академии имени М. В. Фрунзе в Москве. С мая 1942 лейтенант В. Н. Костарчук уже на фронте в качестве командира огневого взвода зенитно-артиллерийского полка.
С сентября 1948 В. Н. Костарчук — ассистент, а через год и в январе 1955 г.- декан физико-математического факультета и старший преподаватель Житомирского педагогического института.
В 1954 г. защитил кандидатскую диссертацию «Исследование некоторых итерационных процессов».
С 11 января 1955 в 12 января 1982 — директор и ректор Черниговского педагогического института.
Делегат XXII съезда КПСС.
К июлю 2001 — профессор кафедры математического анализа ЧГПУ имени Т. Г. Шевченко.
В честь Костарчука названа улица в городе Чернигове.

## Творчество
Костарчук Виктор Николаевич — автор более 70 научных работ самыми заметными из которых являются «Курс высшей алгебры» (К.; 1960; 1964; 1969 (соавт. Б. Хацет)) «Алгебра и теория чисел» — Ч. 1. (1977) Ч. 2. (1980) (соавт. С. Завало, Б. Хацет) «Математика» (К.; 1980; соавт. В. Боровик; Л. Вивальнюк; Ю. Костарчук; С. Шефтель) «О возможном невозможно в геометрии циркуля и линейки» (К.; 1962; соавт. Б. Хацет)
Отдельные работы:
- «Исследование некоторых итерационных процессов» (Житомир, 1954),
- «Об одном методе решения систем линейных уравнений и отыскания собственных векторов матрицы» (Доклады Академии наук СССР. — Т. XC VIII. — 1954. — № 4),
- «Применение метода минимальных невязок к нахождению собственных чисел матрицы» (Научные записки Житомирского педагогического института. — Т. III. — 1956),
- «Точная оценка уменьшения погрешности на одном шаге метода наискорейшего спуска» (Труды Воронежского государственного университета. — Вып.2. — 1956)

## Награды и звания
- Соросовский профессор (1996)
- Три ордена Трудового Красного Знамени
- Орден Отечественной войны I степени (1985)
- Орден Красной Звезды (1945)
- Медаль «За оборону Москвы» (1944)
- Медаль «За победу над Германией» (1945)